# 大内政弘
大内 政弘（おおうち まさひろ）は、室町時代の守護大名。大内氏第14代当主。父は大内教弘、母は山名宗全の養女で山名熙貴の娘。最盛期には周防・長門・豊前・筑前と、安芸・石見の一部を領有し、強勢を誇っていた。応仁の乱には西軍側の主力として参戦する。文化にも造詣が深く、後年山口が西の京と呼ばれる基礎を築く。

## 生涯

### 出生と家督相続
文安3年（1446年）、大内教弘の子として生まれ、のち元服時に室町幕府第8代将軍・足利義政より偏諱を賜い、父・教弘からも1字を与えられて政弘と名乗る。
なお、康正3年（1457年）に父・教弘が幕府に無断で安芸武田氏を攻めた際に勘気を受けて、幕府によって当時亀童丸と呼ばれていた政弘が大内氏当主に立てられ、それが寛正4年（1463年）に教弘が赦免されるまで続いたとする研究がある。
寛正6年（1465年）、父・教弘の死により20歳で家督を相続し、周防・長門・豊前・筑前の守護も継承した。

### 細川氏との対立
父に引き続き日明貿易（勘合貿易）をめぐり管領細川勝元と争い、細川氏と敵対する伊予の河野通春を支援する。これに対し細川氏は大内氏追討の幕命を発し、安芸分郡守護武田信賢や安芸国人小早川煕平・毛利豊元らが安芸で大内軍と衝突した。
一方、京から追放されて父が引き取っていた斯波義敏は、政弘と勝元との敵対で政弘から離脱し、寛正6年12月30日に上洛。将軍・足利義政に赦免されると、翌文正元年（1466年）7月23日に斯波義廉に代わって斯波氏当主に復帰、8月25日に越前・尾張・遠江の守護に任じられた。義廉は寛正6年の段階で畠山義就と山名宗全（政弘の義理の祖父）と繋がっていて、政弘も宗全と連携、これらの確執が応仁の乱の際に反細川氏側につく要因となる。

### 応仁の乱

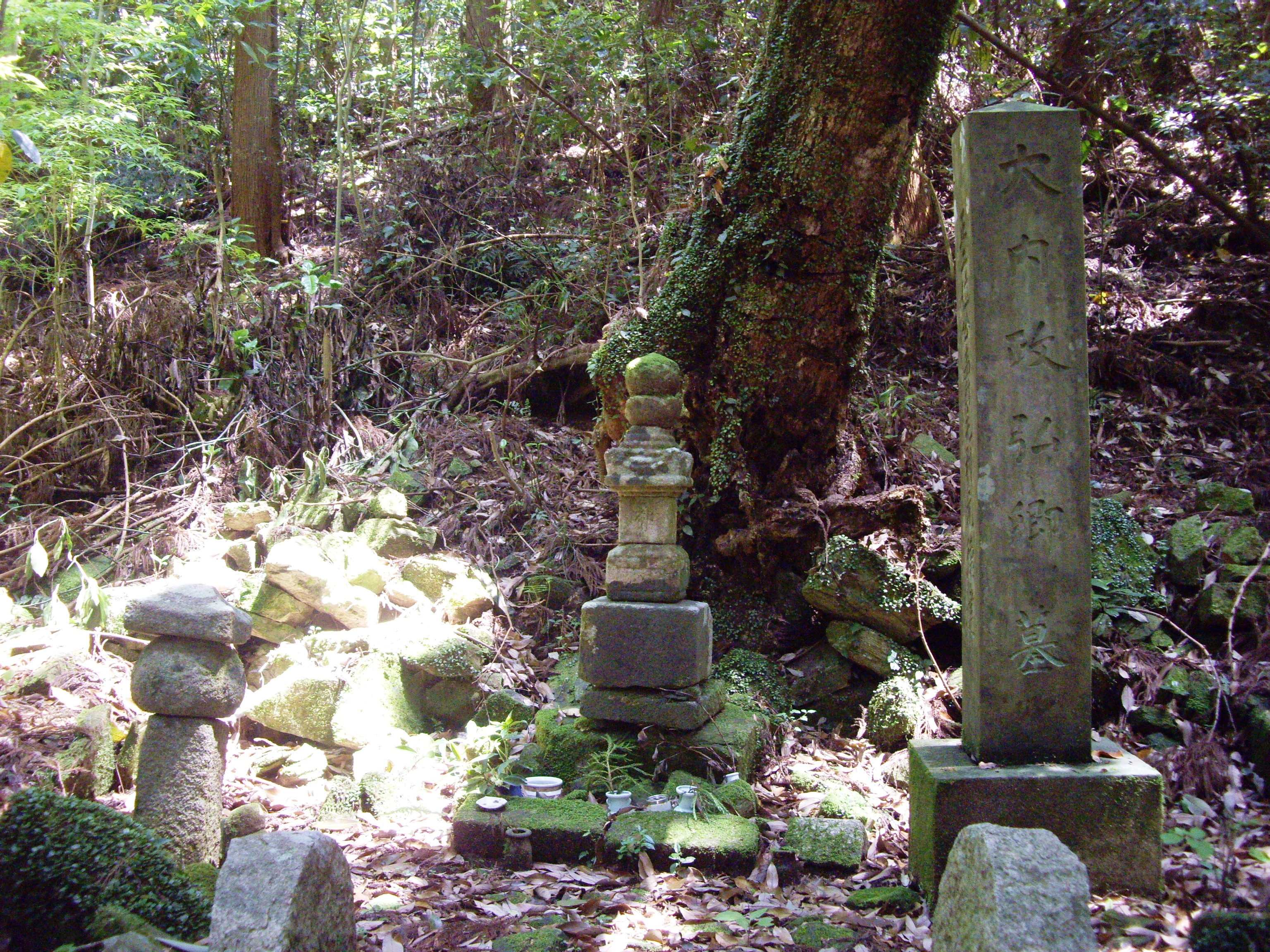
法泉寺跡の大内政弘墓（山口市）

応仁の乱では西軍の山名宗全に加勢して、応仁元年（1467年）7月に上洛、およそ10年間にわたり畿内各地を転戦する。京都の東寺に陣を構えた際には兵力1万であったと伝えられる。応仁2年（1468年）7月、西軍に将軍として擁立された足利義視は政弘を左京大夫に任ずる。これに対し、東軍側にいた将軍足利義政は山名宗全・大内政弘らを朝敵として討伐を命じる御内書を2度にわたって発した。これを受けて12月には東軍方の少弐教頼と宗盛貞が政弘の不在を突いて筑前に侵攻するが撃退されている。しかし、文明元年（1470年）に少弐氏、細川氏らにけしかけられた叔父・教幸（道頓）が赤間関（現在の下関市）で謀反を起こす（大内道頓の乱）。政弘は益田貞兼を急遽帰国させ、留守を守っていた重臣・陶弘護の反乱鎮圧に加わらせた。弘護らの活躍もあり、豊前にまで追い込まれた教幸は、文明4年（1472年）に自害し、乱を鎮圧された（ただし、応仁の乱終結まで生存していたとする説もある）。
文明5年（1473年）、山名宗全・細川勝元が相次いで病死し、山名・細川両氏が和解した後も政弘は足利義視を京都の自邸に迎え入れて、戦いを継続する。だが、戦いは小競り合いとなり、足利義政も文明6年（1474年）11月13日に改めて政弘を（東軍による）左京大夫に任じるなどの懐柔に乗り出す。最終的に文明8年（1476年）9月に政弘は足利義政による東西和睦の要請を受諾し、文明9年（1477年）に入ると幕府は東軍による大内領攻撃を禁じるとともに、政弘が和睦の要件としていた河野通春の赦免に応じたことで一気に戦いは収束に向かい、10月に新将軍になった足利義尚の名で周防・長門・豊前・筑前の4か国の守護職を安堵され、11月に政弘と最後まで西軍方であった諸大名が帰国のために京都を出たことで、応仁の乱は収束した。12月23日、山口に帰国。
文明10年（1478年）には九州に出陣して少弐氏と戦い、豊前・筑前を確保する。安芸、石見の豪族や国人らを臣従させ、北九州や瀬戸内海の海賊衆を平定するなど西国の支配権確立に力を傾ける。ところが、政弘の留守中に大内教幸の反乱を鎮めた陶弘護が領国を掌握し、政弘と弘護は対立を深めていく。そんな最中の文明14年（1482年）山口の政弘の館で陶弘護が吉見信頼に殺害される（山口大内事件）。通説では陶氏および縁戚の益田氏と吉見氏の対立が原因とされているが、弘護から実権を取り戻したい政弘が背後にいたとする説もある。殺害の理由はどうあれ、家中で最も力を持った重臣が消えたことで、政弘は家中を掌握することに成功し、政庁機構の再編・専制確立を意図した自らの権力強化・戦場になった領国の再建に力を注ぐことになった。大内家壁書はこうした一連の政策の集大成と言える。

### 再上洛
文明12年（1480年）に相伴衆となる。長享元年（1487年）、9代将軍・足利義尚が行った近江国の六角高頼討伐（長享・延徳の乱）には家臣・問田弘胤を代理として参陣させた。延徳2年（1490年）、政弘は朝廷が東大寺領として与えていた周防国の国衙領の目代に息子の尊光を任じて、以後国衙領の租税は大内氏が徴収して東大寺に納めることとしたが、実際に徴収された租税が東大寺へ送られる事はなく、大内氏の領国の中で東大寺が独自の地位を築いてきた周防国の国衙領を押領することに成功した。
延徳3年（1491年）、10代将軍・足利義稙に従い再度の六角高頼討伐に従軍するため再び上洛。翌明応元年（1492年）には嫡子・義興も参陣させている。しかし、明応3年（1494年）、中風が悪化したため義興に家督を譲って隠居。明応4年（1495年）正月に母を亡くし、自身も9月に死去した。享年50。

## 内政・文化
- 日明貿易は博多商人と連携し、堺商人と組んだ細川氏と競合しつつ遣明船を派遣した。また対朝貿易にも応仁の乱以降力を入れた。これらで得た莫大な利益は軍費などに充てられた。また応仁の乱後は領国経営にも意を注ぎ、社会秩序の確立に努めた。分国法として知られる大内家壁書の多くはこの時期に作られ始めたという。
- 和歌・連歌を好み、家中にも広めた。一条兼良・正広・宗祇・三条西実隆ら多くの歌人・連歌師と交流する。荒廃した京から公家、僧侶、雪舟などの芸術家を山口に招き、文化の興隆に尽力した。文明12年には宗祇を招き、連歌会を行なっている。さらに、私家集『拾塵和歌集』を編纂、自作の歌1100余首を残すとともに、准勅撰連歌集『新撰菟玖波集』も後援し、そのなかには自らの歌も多く撰ばれている[1]。
- 大内文化の代表的な庭園と言われる、常栄寺庭園は、政弘が雪舟に築庭させたと伝えられている。
- 当時知られ始めた能楽についても高い関心を示し、文明15年（1483年）に猿楽座宝生が大内氏館で興行・指導を行った記録がある。
- 大内氏は多くの古典を収集し、出版、筆写させた。大内版と呼ばれるこれらの出版物のうち、政弘は法華経28巻や漢詩辞書『聚分韻略』を出版している。
- 父・教弘の末期から引き続いて応仁の乱まで幕府との対立関係が続いていたが、その背景には瀬戸内海の支配権や日明貿易の権益を巡って激しく対立した細川氏京兆家との関係によるところが大きく、足利将軍家に反抗する意思はなかったとみられる。そのため、応仁の乱が終結して細川氏との対立が小康状態に入ると、政弘は積極的に幕府との関係再建に努め、京都から帰国の際には足利義政から北九州攻略を認める御内書を与えられている[20]。

## 偏諱を与えた人物
家臣団
- 大内政豊（大内氏一門、→冷泉氏を参照）
- 大内弘豊（政豊の子）
- 麻生弘家（麻生家信の異母弟）
- 麻生弘国（弘家の子）
- 飯田弘秀（飯田興秀の父）
- 柿並弘慶
- 陶弘護
- 問田弘胤
- 問田弘貞（弘胤の弟）
- 内藤弘矩
- 内藤弘和（弘矩の子）
- 内藤弘春（弘矩の弟）
- 杉弘相
- 原田弘種（原田氏、隆種の祖父）
- 平賀弘保
- 右田弘詮（陶弘護の実弟）

その他
- 阿曽沼弘定
- 阿曽沼弘秀
- 吉川弘経（吉川氏一門?）
- 小早川弘平
- 高橋弘厚
- 松浦弘定（興定（興信）の叔父・養父）
- 毛利弘元（毛利元就の父）

## 関連作品
テレビドラマ
- 『花の乱』（1994年、NHK大河ドラマ、演：藤岡弘）